# Тимофеевская (Владимирская область)
Тимофеевская — деревня в Судогодском районе Владимирской области, входит в состав Головинского сельского поселения.

## География
Деревня расположена на берегу пруда на речке Высокуша в 12 км на юго-восток от центра поселения посёлка Головино и в 27 км на юго-запад от райцентра города Судогда. Близ деревни расположены экопоселения «Мирное» и «Ладное».

## История
Не доезжая 1,5 км до Тимофеевской со стороны деревни Ильино, располагается старинный Дмитриевский погост. По писцовым книгам монастырских и церковных земель Владимирского уезда 1637-1647 годов на погосте значились деревянные церкви во имя святого Димитрия Селунского и святой мученицы Параскевы. Деревня Тимофеевская также значилась в составе прихода, в ней тогда был 1 двор крестьянский и 2 бобыльских. В 1746 году на погосте сгорела церковь Параскевы и в 1762 году вместо неё построена была новая деревянная церковь, но освящена эта церковь была уже во имя святого Димитрия Селунского. Из сохранившихся в церковном архиве грамоте видно, что в то время в погосте была другая церковь во имя святой Живоначальной Троицы. Очевидно, эта церковь была построена вместо Димитриевской, но когда именно, сведений о том не сохранилось. В 1767 году Троицкая церковь сгорела и к 1772 году вместо неё построена была новая деревянная церковь во имя святой Троицы с приделом во имя святой мученицы Параскевы. Вместо этих деревянных церквей в 1820 году началось строительство каменного храма, который был отделан и освящен в 1827 году. Престолов в этом храме было три: главный во имя святой Живоначальной Троицы, в трапезе во имя святого Димитрия Селунского и в память Усекновения главы Иоанна Предтечи. В погосте имелась церковно-приходская школа, учащихся в 1896 году было 50.  
В конце XIX — начале XX века деревня Тимофеевская входила в состав Авдотьинской волости Судогодского уезда, с 1926 года — в составе Александровской волости Владимирского уезда. В 1859 году в деревне числилось 12 дворов, в 1905 году — 15 дворов, в 1926 году — 18 хозяйств.
С 1929 года деревня входила с состав Александровского сельсовета Владимирского района, с 1944 года — Судогодского района, с 1974 года — в составе Ильинского сельсовета,  с 2005 года — в составе Головинского сельского поселения.

## Население
| 1859 | 1905 | 1926 |
| ---- | ---- | ---- |
| 68   | 87   | 70   |

| 1859 | 1905 | 1926 | 2002 | 2010 | 2021 |
| ---- | ---- | ---- | ---- | ---- | ---- |
| 68   | ↗87  | ↘70  | ↘2   | ↘0   | ↗6   |

## Достопримечательности
В 1,5 км от деревни на Дмитриевском погосте расположена действующая Церковь Троицы Живоначальной.